# Acker-Steinsame
Der Acker-Steinsame (Buglossoides arvensis, Synonym: Lithospermum arvense), auch als Acker-Rindszunge bezeichnet, ist eine Pflanzenart aus der Gattung Rindszungen (Buglossoides) Innerhalb der Familie der Raublattgewächse (Boraginaceae). Früher wurde sie der Gattung Steinsamen (Lithospermum) zugeordnet.

## Beschreibung

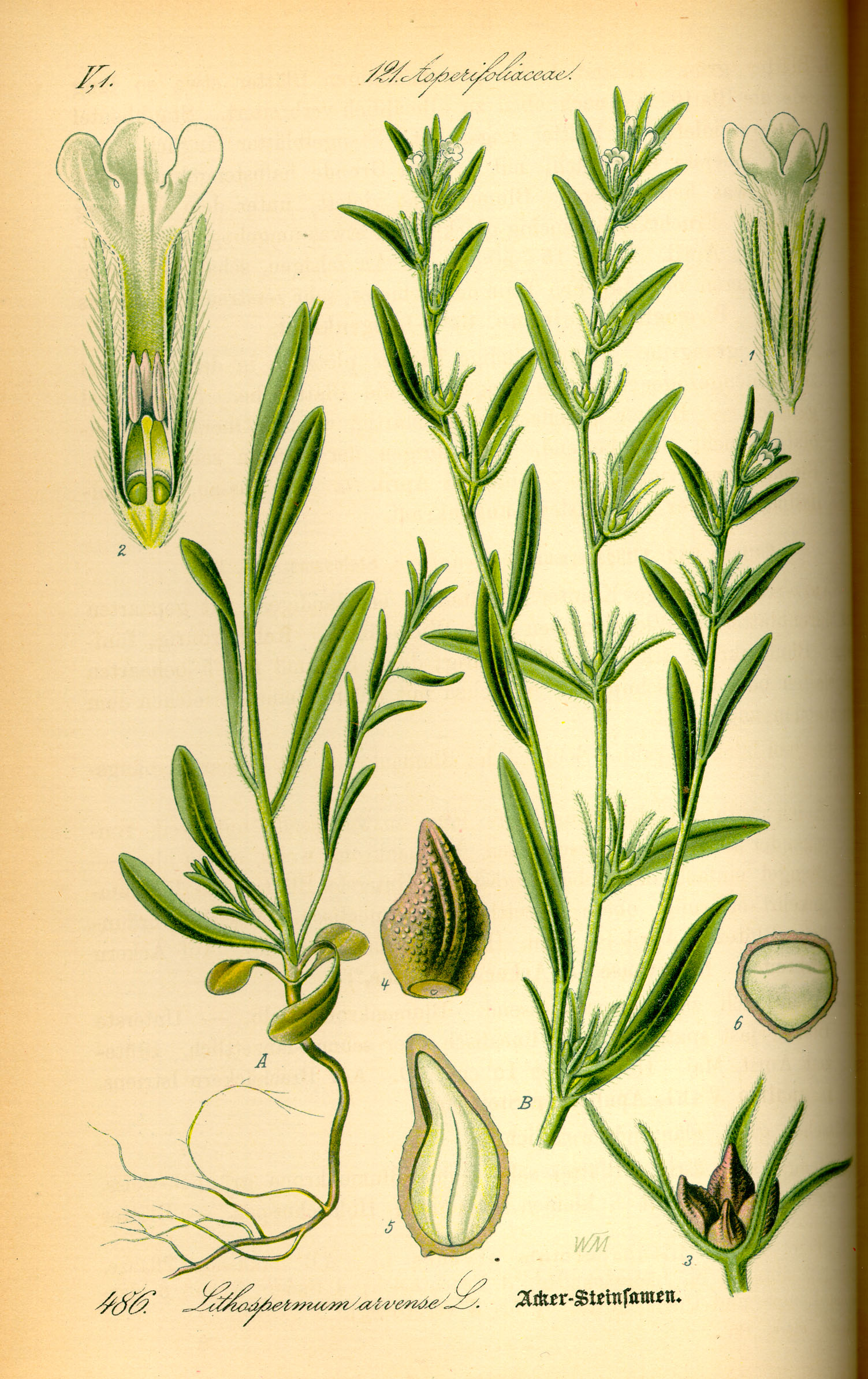
Illustration

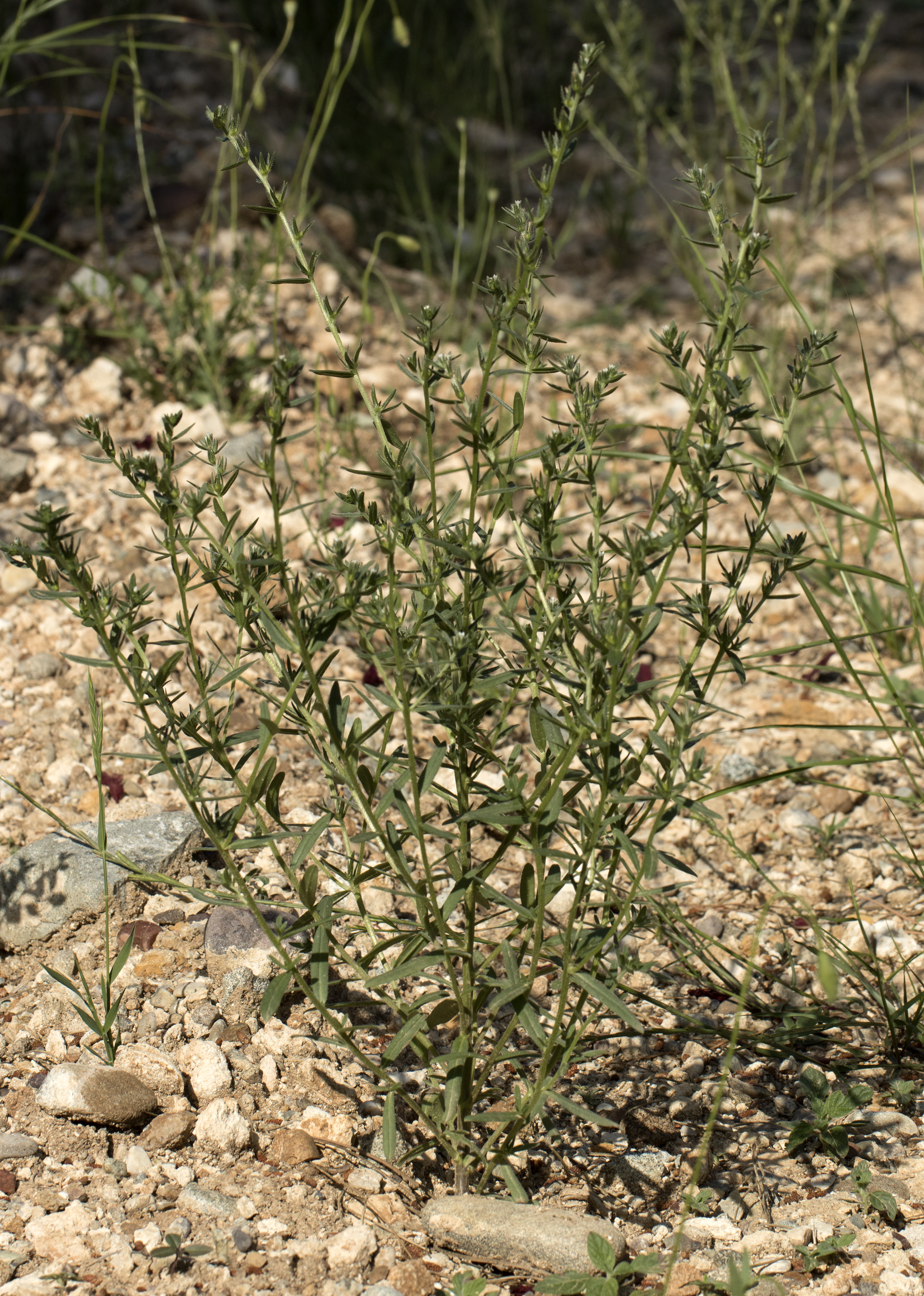
Habitus

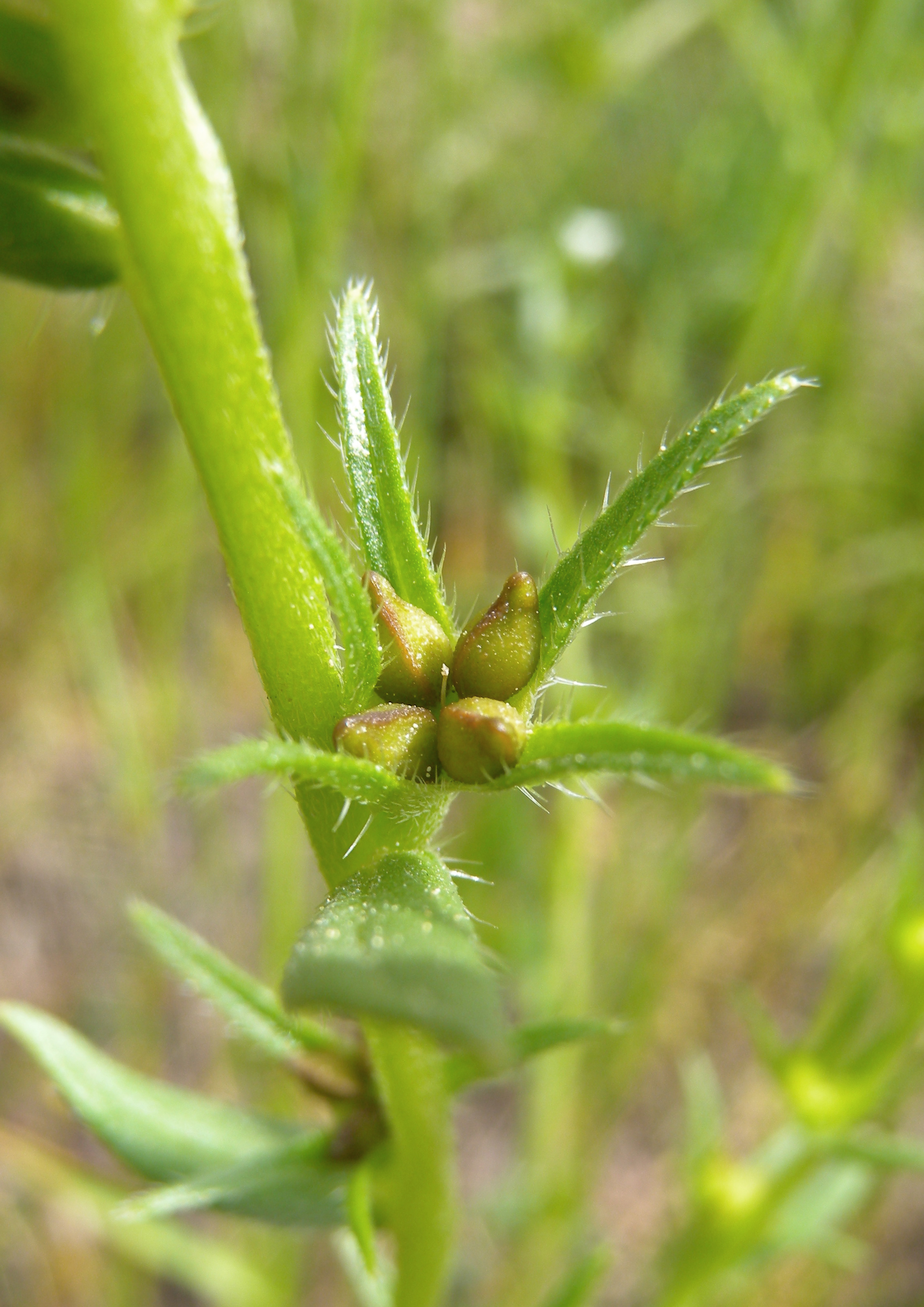
Klausenfrucht

### Vegetative Merkmale
Der Acker-Steinsame ist eine einjährige, krautige Pflanze, die in der Regel Wuchshöhen von 10 bis 50 Zentimetern erreicht. Der aufrechte Stängel ist selten am Grunde ästig verzweigt und ist angedrückt-borstig behaart. Der Stängel weist am Grund eine rötliche Färbung auf, dies ist auch der Grund für die ältere deutsche Bezeichnung Bauernschminke. 
Die Laubblätter sind von länglich eiförmig bis lanzettlicher Gestalt und dicht anliegend borstig behaart; die unteren sind in einen Stiel verschmälert. Sie sind meist zugespitzt, selten abgerundet. 

### Generative Merkmale
Die Blütezeit erstreckt sich im Wesentlichen von April bis Juli. Die Blüten befinden sich in zuletzt verlängerten Wickeln.
Die zwittrige Blüte ist radiärsymmetrisch und fünfzählig mit doppelter Blütenhülle. Die Krone ist kaum länger als der Kelch. Die 6 bis 8 Millimeter lange Krone ist meist weiß, sehr selten auch cremeweiß blau oder rötlich. Der Saum der Blütenkrone weist einen Durchmesser von 2 bis 4 Millimetern auf. Die fünf Kelchzipfel sind schmal-linealisch und dicht mit aufrecht abstehenden Borsten besetzt. Die Staubbeutel sind bespitzt.
Die gelblich-braunen, warzigen oder grubigen Klausen sind dreikantig bei einer Länge von 2 bis 3,5 Millimetern.
Die Chromosomenzahl beträgt 2n = 14 oder 28.

## Systematik
Je nach Autor gibt es etwa zwei Unterarten:
- Buglossoides arvensis subsp. arvensis
- Bläulicher Acker-Steinsame (Buglossoides arvensis subsp. sibthorpiana (Griseb.) R.Fern.; Syn.: Buglossoides arvensis var. coerulescens (DC.) A.Hansen & Sunding): Er unterscheidet sich unter anderem durch eine meist blaue Krone. Er kommt in Trockenrasen und trockenen Kiefernbeständen vor. Seine Chromosomenzahl beträgt 2n = 28.[3]

## Ökologie
Der Acker-Steinsame ist eine einjährige, sommer- und winterannuelle Pflanze. Er wurzelt bis 60 Zentimeter tief.
Die Blüten sind vorweiblich und produzieren nur spärlich Nektar. Sie werden daher nur wenig besucht durch Schmetterlinge, vor allem durch Weißlinge der Gattung Pieris, daneben durch Bienenverwandte und Schwebfliegen. Auch spontane Selbstbestäubung ist möglich.
Die Früchte sind braune und matte Klausen. Sie haben einen Haarkranz im rauhaarigen, abbrechenden Kelch und verbreiten sich durch Klettausbreitung. Daneben erfolgt Menschenausbreitung durch Verschleppung mit Ackererde.

## Vorkommen
Der Acker-Steinsame ist auf den Kanaren, vom Mittelmeerraum nördlich bis Skandinavien, in Nordafrika, sowie in Westasien, im Kaukasusraum, in Zentralasien, auf dem Indischen Subkontinent, in China, Japan und Sibirien weitverbreitet. Als Neophyt kommt er in Nordamerika vor.
In Deutschland ist der Acker-Steinsame im mittleren und südlichen Teil recht verbreitet. Seltener kommt er im Westen und im Norden vor. Die Unterart Buglossoides arvensis subsp. sibthorpiana findet man lediglich auf Hiddensee, Rügen und an wenigen Stellen in Thüringen, Anhalt und Ostbrandenburg. In Österreich kommt der Acker-Steinsame im pannonischen Gebiet häufig, ansonsten zerstreut bis selten vor. In der Schweiz ist er allgemein zerstreut aufzufinden. Er steigt in Südtirol bis in Höhenlagen von 1500 Meter, im Oberengadin bis 1800 Meter, im Kanton Wallis auf Äckern bei Findeln bis 2120 Metern auf. Vorübergehend trat der Acker-Steinsame auch beim Berninahospiz in Höhenlagen von 2309 Meter auf.
Der Acker-Steinsame wächst in Getreideunkrautgesellschaften, an Wegrändern und gelegentlich auf Schutt. Er gedeiht meist auf frischen bis mäßig frischen, nährstoffreichen und basenreichen, milden bis mäßig sauren, humusarmen Ton- oder Lehmböden. Er ist in Mitteleuropa eine Charakterart der Klasse Secalietea.
Die ökologischen Zeigerwerte nach Landolt et al. 2010 sind in der Schweiz: Feuchtezahl F = 2+w (frisch aber mäßig wechselnd), Lichtzahl L = 4 (hell), Reaktionszahl R = 4 (neutral bis basisch), Temperaturzahl T = 3+ (unter-montan und ober-kollin), Nährstoffzahl N = 3 (mäßig nährstoffarm bis mäßig nährstoffreich), Kontinentalitätszahl K = 4 (subkontinental).